# Stagno di Hardy
Lo stagno di Hardy (étang de Hardy in francese) è un piccolo lago situato nel comune di Soustons nel dipartimento delle Landes in Francia.

## Descrizione
Lo stagno è situato nelle immediate vicinanze dello stagno bianco di Soustons, del quale riceve le acque; lo stagno di Hardy le riversa a sua volta nello stagno di Soustons tramite il ruscello di Hardy. Lo stagno di Hardy è quindi collegato allo stagno bianco di Soustons da un canale attraversato dal ponte del Puntaou, costruito nel 1867.
La grafia Hardy è recente; nei documenti più antichi lo specchio d'acqua compare con la scritta Ardi, Ardie o Ardy.